# ハップ
株式会社ハップ（hap Inc.）は日本のゲームソフト開発会社。主にスマートフォン用のゲームアプリを開発している。代表作の『ママにゲーム隠された』シリーズは2020年12月時点で累計4000万ダウンロードを記録し、全てのアプリの累計ダウンロード数は2020年11月時点で1億ダウンロードを突破している。
フジテレビ「芸能人が本気で考えた!ドッキリGP」の挿入イラストの一部はHAPが書いている。

## 主な開発アプリ
- ママにゲーム隠されたシリーズ 1〜4
- 冷蔵庫のプリン食べられた
- こんなフリーキックはイヤだ
- トースト少女
- うしろ!うしろ!

など